# Drumettaz-Clarafond
 Drumettaz-Clarafond  es una población y comuna francesa, en la región de Ródano-Alpes, departamento de Saboya, en el distrito de Chambéry y cantón de Aix-les-Bains-Sud.

## Demografía
| 799 | 1182 | 1234 | 1410 | 1712 | 1966 |
| Para los censos de 1962 a 1999 la población legal corresponde a la población sin duplicidades (Fuente: INSEE [Consultar]) |      |      |      |      |      |